# 奥得河畔法兰克福
奥得河畔法兰克福（德語：Frankfurt an der Oder，德語發音：[ˈfʁaŋkfʊʁt ʔan deːɐ̯ ˈʔoːdɐ]）是位于奥得河西岸，勃兰登堡州东部的一个非县辖城市。位于奥得河对岸的波兰城市斯武比采曾经是该市的一个区，在第二次世界大战以后因为德波边界奥得河-尼斯河线而设市。1999年之后，该市因其最著名的人物海因里希·冯·克莱斯特而得到了“克莱斯特城”的别名。1991年奥得河畔法兰克福欧洲大学重建，该市再次成为大学城。
从市中心步行10分钟就能到达波兰城市斯武比采。

## 政治

### 姐妹城市
奥得河畔法兰克福有下列姐妹城市：
| 城市             | 国家     | 缔结日期 |
| ---------------- | -------- | -------- |
| 大波兰地区戈茹夫 | 波蘭     | 1975年   |
| 斯武比采         | 波蘭     | 1975年   |
| 尼姆             | 法國     | 1976年   |
| 万塔             | 芬兰     | 1987年   |
| 海尔布隆         | 德国     | 1988年   |
| 维捷布斯克       | 白俄羅斯 | 1991年   |
| 佐兰卡蒂马       | 以色列   | 1997年   |
| 尤马             | 美国     | 1997年   |
| 弗拉察           | 保加利亚 | 2009年   |

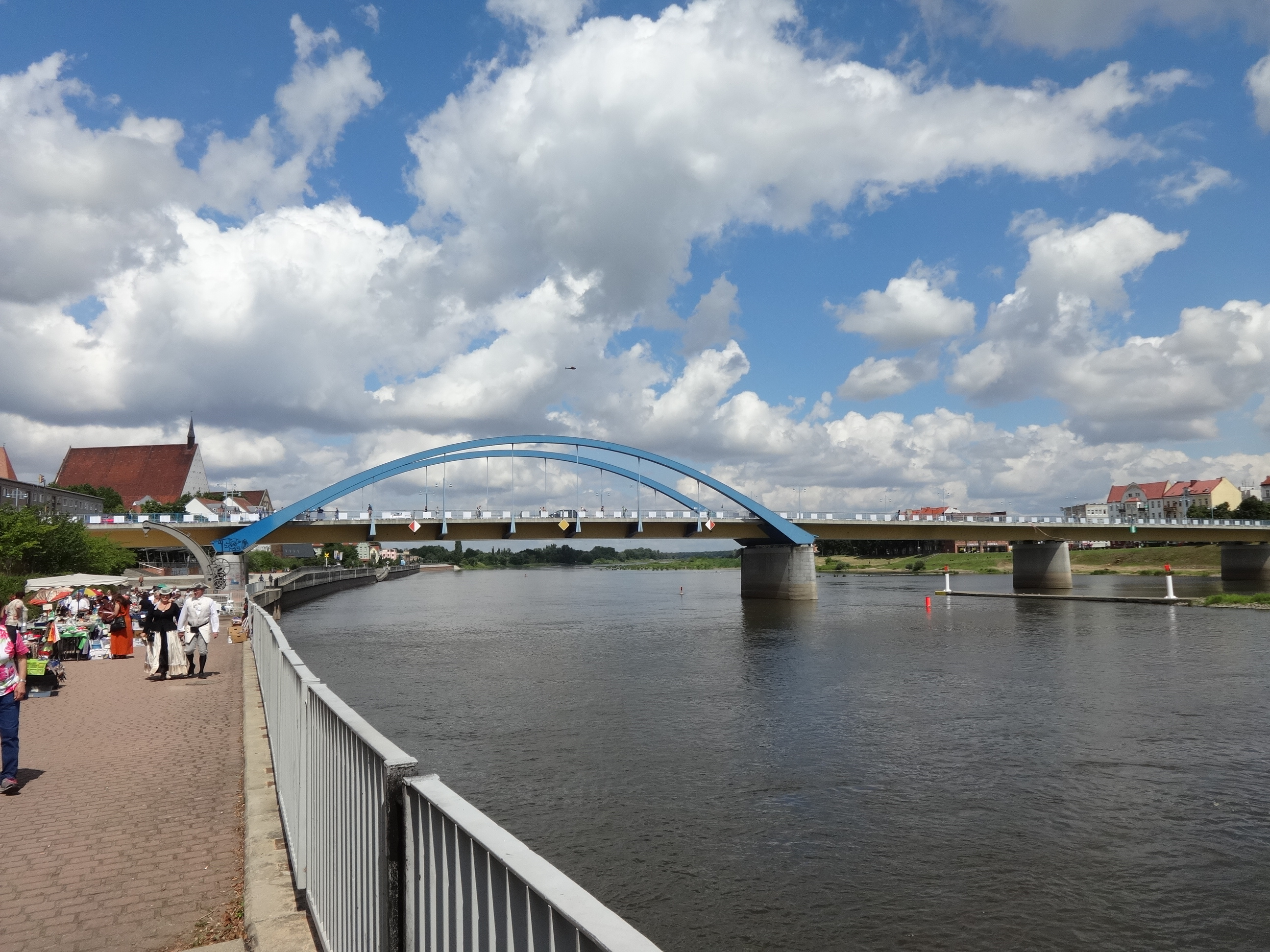
奥得河上的大桥，连接奥得河畔法兰克福和斯武比采

此外，该市还与其东部毗邻的斯武比采县建立了姐妹城市关系。